# Utö-mijnen
De Utö-mijnen zijn acht mijnen op het eiland Utö, wat letterlijk buiteneiland betekent. Het eiland ligt in het oosten van de Scherenkust van Stockholm.

## Geschiedenis
De Utö-mijnen zijn de oudste Zweedse ijzerertsmijnen en bestonden al in de 12e eeuw. In de Middeleeuwen kwam de mijn in handen van de Duitse Orde. De mijnen werden op grote schaal uitgebreid in het begin van de 17e eeuw. In 1607 werd in het meest noordelijke deel van het mijnencomplex een zilvermijn geopend.
Volgens een document uit 1624 waren er destijds negen mijnen, waarvan de diepste tot ongeveer 16-17 meter onder de grond ging. De diepste mijn is de Nyköpingmijn die tot 215 meter diep gaat. De activiteiten werden definitief stopgezet in 1878 en de geulen zijn nu gevuld met water.
Lithium is voor het eerst herkend als bestanddeel van een mineraal, verkregen uit deze mijn.